# Canfranc
Canfranc è un comune spagnolo situato nella comunità autonoma dell'Aragona. Fa parte della comarca della Jacetania. Il paese si trova ai piedi del passo del Somport. Nel 1944 un incendio distrusse gran parte dell'antico abitato.

## Monumenti e luoghi d'interesse
- Chiesa dell'Assunzione di Maria Vergine

## Trasporti e comunicazioni

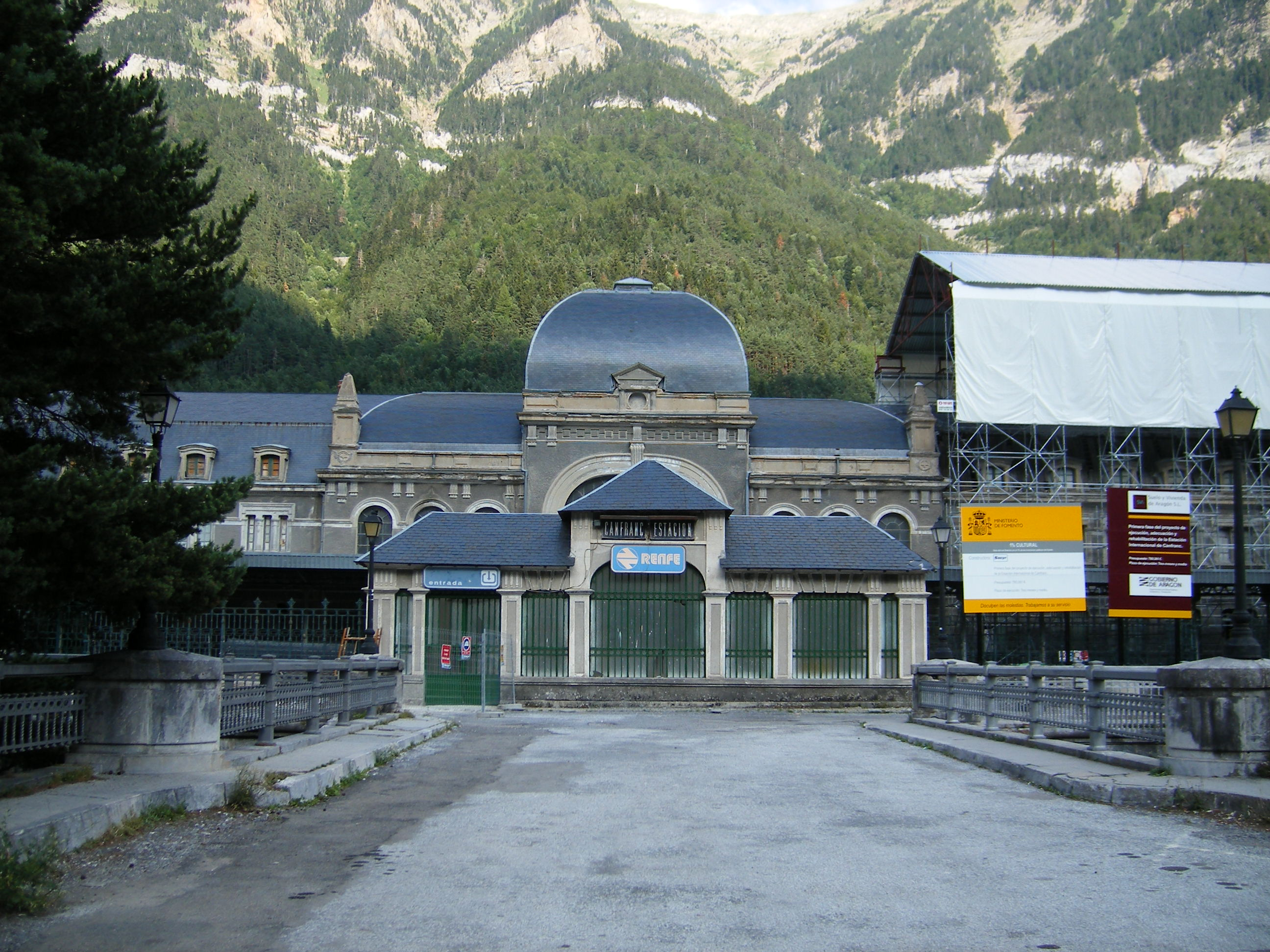
Stazione di Canfranc

- Stazione di Canfranc. Posta a circa tre chilometri dal centro storico, in località anticamente chiamata Los Arañones (ora Canfranc-Estación, 1195 m), è stata costruita in stile modernista negli anni venti del Novecento come punto di incontro fra la rete ferroviaria francese e quella spagnola[1]. Inaugurata il 18 luglio del 1928 da Alfonso XIII, ha vissuto momenti di splendore e altri oscuri e romanzeschi, come il famoso oro tedesco[2] ai tempi della seconda guerra mondiale. Per la sua costruzione fu necessario realizzare una grande opera di ingegneria forestale, giacché la caduta della neve e le frane dai versanti erano costanti data la natura impervia del luogo e la intensa deforestazione cui era stato sottoposto nei secoli precedenti. Per far fronte a questo problema fu realizzato quello che è considerato uno dei migliori esempi di ripristino idro-forestale noti. Così si riuscì a contenere il terreno e a ripristinare la massa arborea, il che ha permesso la costruzione della linea ferroviaria per mettere in comunicazione entrambi i lati dei Pirenei.
 Il 27 marzo 1970 un treno merci francese deragliò all'ingresso del ponte dell'Estanguet in Francia. Da allora il traffico ferroviario internazionale è stato interrotto.
 Nell'aprile 2021 è stato inaugurato il nuovo fabbricato viaggiatori, ad oriente di quello storico.

## Amministrazione

### Gemellaggi
- Saragozza, dal 2015[3]